# Can Galbany (Montornès del Vallès)
Can Galbany és una masia de Montornès del Vallès (Vallès Oriental) catalogada com a bé cultural d'interès local.

## Descripció
És de planta quadrangular, amb coberta a dues aigües. Les obertures de la façana són de llinda plana es reparteixen simètricament, formant tres eixos paral·lels, excepte el portal principal, d'arc de mig punt adovellat. A la dovella central hi ha esculpit un escut, sobre del qual hi sobresurt un rostre en relleu.
L'era de Can Galbany és una construcció aïllada situada a la mateixa finca que la masia, i es considera una de les més antigues del terme. Es tracta d'un espai rectangular, enrajolat i amb caires de ceràmica. Al mig del torrent de les Bruixes, hi ha una torre d'aigua, probablement construïda al segle xix. Es tracta d'una construcció prismàtica de totxo vist, utilitzada com a torre d'aigua, i que presenta una petita obertura ovalada a la zona alta i l'obertura d'accés.

## Història
Datada aproximadament als segles xvi-xvii, el 1861 ja hi consta un Galbany com a propietari. Posteriorment, un dels seus propietaris va ser Isidre Comas, alcalde de Montornès en quatre ocasions, a finals del segle xix. A partir del 1946, va passar a anomenar-se popularment com a Can Comas Vell per a distingir-la d'una casa de nova planta, també dels descendents dels propietaris, i que es va anomenar Can Comas Nou.